# میدلوتیان (ایلینوی)
میدلوتیان (به انگلیسی: Midlothian) یک روستا در ایالات متحده آمریکا است که در شهرستان کوک (ایلینوی) قرار دارد. میدلوتیان ۷٫۳۰ کیلومتر مربع مساحت و ۱۴٬۸۱۹ نفر جمعیت دارد.